# Centre d'Actuació Valencianista
El Centre d'Actuació Valencianista (Centro de Actuación Valencianista) (CAV) fue una entidad valencianista fundada en agosto de 1931. Inicialmente tuvo un carácter apolítico y con una orientación predominantemente cultural, pero en enero de 1933 se convirtió en una organización política que defendía el «valencianismo totalitario» propugnado por Joaquim Reig, su nuevo presidente.
Fracasó por la excesiva vinculación de Reig con la Liga Catalana, a lo que se oponían los valencianistas de izquierdas, que tenían como referencia a la Agrupació Valencianista Republicana (AVR). Se acabó imponiendo la orientación izquierdista y en diciembre de 1935 se unió a la AVR para formar el Partit Valencianista d'Esquerra, dirigido por Maximilià Thous Llorens.
En el año 2008 nacería una asociación para recoger la tradición del CAV, esta vez con el nombre de Centre d'Actuació Valencianista Faustí Barberà.

## Historia
El Centre d'Actuació Valencianista se fundó en agosto de 1931, cuatro meses después de la Proclamación de la Segunda República Española y se presentó como una entidad apolítica que pretendía aglutinar a los diferentes sectores valencianistas. Este carácter neutro fue clave para su rápido crecimiento alcanzando un número considerable de socios. Su primera junta directiva estuvo presidida por Emili Cebrian Navarro, con Angelí Catanyer como encargado de las publicaciones. El apoliticismo lo llevó hasta sus últimas consecuencias y se mantuvo neutral en el contencioso que enfrentó a los blasquistas y los valencianistas con motivo del Anteproyecto de Estatuto de Autonomía de la Región Valenciana de 1931, una posición que solo secundó la recién creada Agrupació Valencianista Escolar.
En enero de 1933 se produjo un giro total en la trayectoria de la entidad al formarse una nueva junta directiva presidida por Joaquim Reig (de la junta inicial solo continuaron Emili Cebrian, que de presidente pasó a secretario, y Angelí Castanyer, ahora encargado de la propaganda) y cambiarse sus reglamentos. Poco después, el 11 de febrero, hacía pública una nota en la que se explicaba su conversión en un organismo político. La nota (en valenciano) decía lo siguiente:

[El Centre d'Actuació Valencianista], aspirando como aspira al resurgimiento totalitario y consciente del País Valencià, cree que la manera más eficiente de una actuación política tiene que consistir en proyectar en una dirección los esfuerzos de la mayor parte posible de valencianistas, y con tal objeto, propugna una coincidencia de los mismos a base de trabajar para la obtención de un gobierno propio, de impulsar toda obra de cultura valenciana, de defender los intereses económicos de nuestro País y de despertar los sentimientos de los hijos de esta tierra todavía no conscientes, para revalencianizar nuestra Región.
Serán, al mismo tiempo, características de esa coincidencia valencianista las que respondan a la doble dirección: Liberalismo, tolerancia; democracia y República.

En la nota se hacía referencia al «resurgimiento totalitario» del País Valenciano, lo que reflejaba el pensamiento de su nuevo presidente Joaquim Reig quien en su opúsculo Concepte doctrinal del valencianisme (publicado en 1932) propugnaba que el valencianismo tenía que convertirse en una «visión totalitaria» (totalizadora, integral) que abarcara «todas las manifestaciones de la vida» y en consecuencia había que evitar cualquier división política entre los nacionalistas valencianos en nombre del supremo interés «nacional». Dicho con palabras del propio Reig: la misión de los valencianistas era «dar a los valencianos la visión totalitaria de su pueblo..., acabar con la táctica simplista e ineficaz de dividirse. [...] El problema de la nacionalidad es un problema de cultura más que un problema político... el derecho a [su] "self determination" —derecho de un pueblo a determinar sus propias finalidades como tal—, más que un problema político es un problema espiritual».
El semanario El Camí , impulsado por Reig, se convirtió en el principal portavoz de este «valencianismo totalitario», llegando a proponer la celebración de un gran Congreso Valencianista al que se invitaba a participar a la Unió Valencianista Regional, a la Agrupació Valencianista Republicana (AVR) y al Centre d'Actuació Valencianista (CAV), con la «finalidad de elaborar unas afirmaciones doctrinales mínimas, cuya realización pueda juntar a todos». Fue el CAV el que tomó la iniciativa y se reunió con representantes de la AVR y el 18 de marzo de 1933 El Camí anunciaba que de la reunión conjunta había surgido la propuesta de formar un nuevo partido «totalitario» con el nombre de Acció Valencianista Republicana, que aspiraba al «reconocimiento de la plena personalidad del País Valenciano» y cuya finalidad inmediata sería «la propaganda y obtención de la autonomía del País Valenciano a través de un Estatuto». Sin embargo, la AVR finalmente rechazó integrarse en el nuevo partido por las discrepancias surgidas sobre la cuestión de la enseñanza —el CAV condenaba toda «veleidad de monopolio en la enseñanza», mientras que la AVR aspiraba «a la socialización integral de la enseñanza»—, aunque la cuestión de fondo radicaba en que las dos formaciones sustentaban posiciones políticas opuestas, derechistas el CAV e izquierdistas la AVR.
A pesar de la defección de la AVR, el CAV decidió continuar con el proyecto y el 9 de abril se celebró el congreso fundacional de la nueva organización Acció Valencianista Republicana (participaron en el mismo, junto con los delegados del CAV, representantes de los centros valencianistas de Alcoy y Bocairente, el Grupo Valencianista de Burriana y las peñas valencianistas de Alcira y de La Alcudia). Sin embargo, según Alfons Cucó, «el congreso había significado un fracaso de las tendencias "totalitarias" propugnadas por Joaquim Reig y el Centre d'Actuació Valencianista. Sin el concurso de la AVR, Acció Valencianista Republicana no pasaba de ser una quimera, teniendo en cuenta la radical debilidad que, salvo el CAV, denotaban los grupos que habían coadyuvado en su fundación».
El 9 de noviembre, en vísperas de la celebración de las elecciones generales, Joaquim Reig reunió una Asamblea Extraordinaria del CAV para comunicarles a los socios los motivos que le habían llevado a aceptar un puesto en la candidatura por Barcelona de la Liga Catalana (nuevo nombre de la Liga Regionalista liderada por Francesc Cambó). Los presentes acordaron aprobar la decisión, teniendo en cuenta «el hecho de que Valencia, por esta intervención de su presidente, podía tener en el Parlamento una voz más que la defienda». En efecto Reig consiguió el acta de diputado —mientras que el Front d'Esquerres, del que la AVR formaba parte, no conseguía ninguna por la circunscripción de Valencia— y las críticas desde diversos sectores valencianistas arreciaron. La AVR manifestó que había salido elegido «por los votos de las mujeres barcelonesas de mantilla y rosario» y que al presentarse por la Liga había descubierto el significado auténtico de su doctrina «totalitaria»: «Que no nos hable de retrasos en la renovación valencianista quien compromete el valencianismo con su maridaje con la defensa de unos intereses de clase y de partido bien lejanos de la democracia que pregona». Esta crítica fue contestada de forma muy dura por El Camí: «Nosotros no mantendremos desde ahora ningún contacto con la AVR. Para nosotros ha dejado de existir. Y recomendamos a nuestros amigos que por patriotismo abandonen una entidad que ataca injustamente al hombre que más ha hecho por el valencianismo desde el advenimiento de la República».
Las críticas a Reig se acrecentaron con motivo del recurso presentado ante el Tribunal de Garantías Constitucionales en mayo de 1934 por el gobierno radical, presidido por el valenciano Ricardo Samper, contra Ley de Contratos de Cultivo aprobada por el Parlamento de Cataluña. Samper lo había presentado a petición de la Liga Catalana, de cuyo grupo parlamentario Reig formaba parte, abriéndose un tenso conflicto entre el Gobierno central y el de la Generalitat de Cataluña sobre todo cuando el Tribunal de Garantías anuló la ley el 8 de junio. Reig se justificó diciendo que «acudir a él [al Tribunal de Garantías] no se puede condenar en buena doctrina autonomista» porque «es una parte integrante de la Región autónoma» y que «obra contraria a la libertad de Cataluña, no la hacen los que acuden a los caminos legales —en un caso de competencia—, sino aquellos que no saben crear un clima normal de convivencia entre los catalanes».
Pero la justificación de Reig solo sirvió para ahondar la crisis que atravesaba su propuesta del «valencianismo totalitario». Ya en febrero El Camí había anunciado que se estaba planteando suspender su publicación «por falta de eficacia» al constatar «que no existía un ambiente favorable a la tesis patriótica de que los valencianos conscientes tienen el derecho y la obligación de impulsar nuestro movimiento en una orientación común, cualquiera que sea su pensar en otras materias». Y en abril un grupo de afiliados del CAV hicieron público que se daban de baja en la organización tras constatar «que este señor [Reig] es un elemento más de la Liga Catalana, que su actuación en las Cortes no puede considerarse de un centrismo más o menos ambiguo, sino de un derechismo claro, inexcusable..., que nosotros reputamos antirrepublicano y antivalencianista... Después de estas razones, y de ver con estupefacción que el señor Reig votaba la confianza al gabinete Lerroux y, con ella, a toda una política de reacción sobre las esencias republicanas, de ninguna de las maneras podemos creer en su republicanismo, como tampoco podemos estar en una entidad que actúa en política de forma reaccionaria».
La pérdida de apoyos de Reig en el seno del CAV se consumó en septiembre de 1934 cuando la asamblea general de la entidad lo desalojó de la presidencia y eligió una nueva junta directiva encabezada por Josep Castañer Fons, que recuperó el carácter «apolítico» de la etapa inicial, como se pudo comprobar en el manifiesto que hicieron público los nuevos dirigentes: «Movidos por un sentido de amplia hermandad [germanor] valenciana, hombres de cualquiera que sea su sector político pueden convivir dentro del Centre d'Actuació Valencianista y colaborar para cumplir el deber nacional, que hoy se impone más fuerte que nunca, de formar nuestras nuevas promociones con un espíritu de plena valencianidad y ciudadanía». Según Alfons Cucó, con este manifiesto «acababa la polémica entre el CAV y la Agrupació Valencianista Republicana (AVR)». En la reunión que mantuvieron los dirigentes de las dos entidades, los del CAV manifestaron que dedicarían «todos sus esfuerzos a una labor exclusivamente cultural, teniendo el deseo de colaborar con todos los grupos valencianistas de cualquier tendencia». Por su parte los de la AVR comentaron: «Por nuestra parte, nos place que, por lo pronto, se haya desterrado, no la política, sino una política que siempre hemos creído equivocada y peligrosa para el valencianismo» (en referencia al «valencianismo totalitario» de Reig).
Sin embargo la polarización política que se produjo en España tras la fracasada Revolución de Octubre de 1934 impidió que la recuperada orientación «apolítica» y «patriótica» del CAV pudiera desarrollarse y en la asamblea que celebró la entidad el 26 de junio de 1935 se acordó mostrar su disposición a colaborar con los «partidos de izquierda», desde los que únicamente se «pueden hacer realidad» «nuestros deseos [dalers] de recuperación patriótica y liberación, de los altos ideales de libertad y hermandad [germanor]», y para ello se nombró una nueva junta directiva, presidida por Francesc Bosch Morata, dirigente de la AVR.